# From Mediterranea with Love
From Mediterranea with Love é um EP de 3 faixas da banda britânica Duran Duran, lançado para download no iTunes (apenas para países europeus) no dia 23 de Dezembro de 2010.
O EP inclui a faixa-título, "Mediterranea", produzida por Mark Ronson durante as gravações de All You Need Is Now. Lançado perto do Natal, o EP também inclui duas gravações ao vivo e uma arte com imagens dos integrantes, criada por Clunie Reid juntamente com a equipe de designers da Pop Magazine. Esteve disponível como download gratuito por apenas um dia em Dezembro de 2010.

## Faixas
1. "Mediterranea" - 5:38
2. "Sunrise" (ao vivo) - 5:30
3. "Ordinary World" (ao vivo) - 6:35

## Créditos
- Simon Le Bon – vocal
- John Taylor – baixo
- Nick Rhodes – teclados
- Roger Taylor – bateria

Com:
- Dominic Brown – guitarra